# Marco Forcellini
Marco Forcellini (Campo, 25 aprile 1712 – Susegana, 27 novembre 1794) è stato un poeta, letterato e magistrato italiano.

## Biografia
Nacque a Campo, attuale frazione di Setteville, in località Faveri, da Bernardino e da Maddalena Elisabetta, entrambi di cognome Forcellini. La famiglia, benché contadina, godeva di un certo prestigio e il fratello maggiore Egidio, divenne un famoso lessicografo.
Fu quest'ultimo, di 24 anni più anziano, a interessarsi alla sua formazione facendogli praticamente da padre. Ricevette una prima educazione dallo zio Uberto, parroco della vicina Segusino, quindi si trasferì nel seminario di Ceneda, dove era prefetto degli studi proprio il fratello, per studiare grammatica e retorica. Più tardi, sempre al seguito di Egidio, si portò al seminario di Padova, dove frequentò i corsi di filosofia, matematica e diritto. Durante questo periodo ebbe qualche mansione come assistente per le discipline umanistiche, ma anche come "maestro dei cantori" avendo competenze musicali. Al contempo prese avvio la sua attività letteraria, svolgendo ricerche sulle opere di Sperone Speroni.
Non prese tuttavia gli ordini sacri: si laureò in legge all'università di Padova ed esercitò la professione forense a Venezia. Fu successivamente magistrato e vicario della Repubblica di Venezia.
Assieme al nipote Andrea Forcellini, noto commendatore e cancelliere della sua Repubblica di residenza, avviò un ambizioso progetto ingegneristico il quale, successivamente, grazie all'aiuto del letterato Marco Vincenzi, risultò particolarmente redditizio a tutta la famiglia Forcellini.
La passione di Marco Forcellini rimase tuttavia la letteratura, e in particolare la poesia. Fece parte dell'Accademia letteraria tradizionalista dei Granelleschi, fondata dai fratelli Carlo e Gasparo Gozzi, ma soprattutto fu amico dell'abate Natale Dalle Laste col quale si cimentò con una singolare tecnica compositiva: entrambi scrivevano composizioni, in collaborazione, nelle quali ciascuno dei due scriveva alternativamente un verso alla volta. Si trattava di composizioni d'occasione, il cui valore poetico è giudicato attualmente nullo. Marco Forcellini tuttavia pubblicò anche documenti importanti nella storia della letteratura italiana, come la raccolta delle opere di Sperone Speroni in cinque volumi nel 1740 o di Giovanni Della Casa in tre volumi nel 1752.
Dato che la letteratura non gli era sufficientemente redditizia, riprese gli studi di diritto e nel 1753 conseguì la laurea in utroque iure presso l'università di Padova. Vinse un concorso e divenne giudice criminale presso vari reggimenti della Terraferma veneta (Belluno, Verona, Bergamo, Brescia). Grazie alla fama raggiunta, fu scelto come consultore del governo nella vertenza con il ducato di Mantova circa i diritti sul fiume Tartaro. Fu anche deputato straordinario ad pias causas e revisore dei brevi.
Il Forcellini rimaneva però un amante della vita all'aria aperta e dell'agricoltura. Attorno al 1769, non appena si presentarono i primi acciacchi dell'età, accettò l'offerta dei conti di Collalto e si ritirò presso il loro castello di San Salvatore, svolgendo l'incarico di vicario civile e criminale dei giusdicenti. Trascorse l'ultima parte della sua esistenza in tranquillità, accanto alla moglie Alba e ai figli Ubertino e Betta, di cui seguì personalmente la formazione di stampo letterario. Mantenne la corrispondenza con i vecchi amici, tra cui Natale Dalle Laste, Nicolò Tron, Daniele Filippo Farsetti, Carlo e Gasparo Gozzi, Lorenzo da Ponte e Giuseppe Baretti. Nel 1786 perse Fortunato, ultimo dei suoi fratelli, e accolse presso di sé il nipote Uberto.
Di questo periodo è la satira Un giorno di carnovale in Parnaso contro Jacopo Facciolati, detestato dal Forcellini sia perché era stato suo superiore al seminario di Padova, sia perché aveva sfruttato il lavoro del fratello Egidio senza riconoscerlo. Questa, come molti altri scritti inediti e la corrispondenza con Egidio e con Giuseppe Gennari, è conservata nella biblioteca del seminario di Padova.